# Julieta Rosen
Julieta Rosen  (Mexikóváros, Mexikó, 1962. november 8. –) mexikói színésznő.

## Élete és pályafutása
1962. november 8-án született Mexikóvárosban mexikói és svéd szülők gyermekeként. Első szerepét 1983-ban kapta az Un solo corazónban. 2006-ban elhagyta a Televisát és a Venevisión Internacionalhoz szerződött, ahol két telenovellát forgatott. 2010-ben visszatért Mexikóba, ahol az Időtlen szerelemben Regina Soberónt alakította.

## Filmográfia

### Film
- La máscara del Zorro (Zorro álarca) (1998)....Esperanza de la Vega
- Mi querido viejo (1991)....María Luisa

### Telenovella
| Év    | Eredeti cím               | Magyar cím       | Szerep                                                  | Magyar hang   |
| ----- | ------------------------- | ---------------- | ------------------------------------------------------- | ------------- |
| 1983  | Un solo corazón           |                  | Julieta                                                 |               |
| 1983  | Bianca Vidal              |                  | Enfermera                                               |               |
| 1985  | La traición               |                  | Julia                                                   |               |
| 1987  | Senda de gloria           |                  | Andrea Álvarez                                          |               |
| 1988  | Encadenados               |                  | Blanca                                                  |               |
| 1991  | Madres egoístas           |                  | Raquel Rivas Cantú                                      |               |
| 1996  | Confidente de secundaria  |                  | Cristina                                                |               |
| 1996  | La antorcha encendida     |                  | Manuela de Soto                                         |               |
| 1999  | Infierno en el paraíso    |                  | Fernanda Prego de Valdivia                              |               |
| 2005  | El amor no tiene precio   |                  | Coralia de Herrera                                      |               |
| 2006  | Mi vida eres tú           |                  | Ángela                                                  |               |
| 2007] | Bajo las riendas del amor |                  | Eloísa Corcuera                                         |               |
| 2009  | Vuélveme a querer         |                  | Valeria                                                 |               |
| 2010  | Pecadora                  |                  | Ámbar                                                   |               |
| 2010  | Cuando me enamoro         | Időtlen szerelem | Regina Soberón de Gamba / Regina Soberón de Monterrubio | Szórádi Erika |
| 2012  | El Talismán               | Talizmán         | Elvira Rivera de Nájera                                 | Szórádi Erika |
| 2015  | Amor de Barrio            | Paloma           | Blanca Estela Bernal                                    | Szórádi Erika |